# Palacio de Monjardín
El palacio de Monjardín es un palacio situado en Gío, en el concejo asturiano de Illano, España. Es uno de los más destacados ejemplos de arquitectura palaciega barroca del valle del río Navia y, sin duda, el más importante del concejo de Illano. Su origen está documentado a finales del siglo XVI y comienzos del XVII. Su traza está a medio camino entre los postulados cultos y los populares e incluye los elementos característicos de las viviendas señoriales: dos torres, capilla, escudo de armas y salón, así como huerto y jardín en sus inmediaciones. Fue declarado Bien de Interés Cultural el 31 de julio de 2013.

## Ubicación
Se emplaza en uno de los barrios de Gío, núcleo rural situado a unos cinco kilómetros de la capital del concejo de Illano. Es Gío una entidad de poblamiento disperso, formada a base de pequeñas agrupaciones de dos a cuatro viviendas o quintanas. El palacio se localiza en uno de sus barrios, el de A Llomba, siendo su hito arquitectónico más destacado. Convive con edificaciones tradicionales y con otros elementos como molinos, lavaderos y fuentes.

## Historia
El edificio actual es fruto de diversas fases constructivas cuyo origen aparece documentado a finales del siglo XVI y principios del XVII, según la información conservada en el archivo de la casa. Su aspecto primitivo estaba compuesto por una sencilla estructura formada por un solo cuerpo de planta alargada, rodeado de construcciones auxiliares, que fue ampliado a lo largo del tiempo hasta conformar la estructura actual de planta cuadrada con patio central. Esa reforma debió de llevarse a cabo en la segunda mitad del siglo XVIII, pues la descripción de la casa recogida en el Catastro del Marqués de la Ensenada difiere de su aspecto actual, haciéndose mención de una construcción más sencilla en la que no se alude al patio ni otras dependencias del edificio. En dicha reforma la casa se amplía aprovechando parte de las construcciones existentes hasta tomar el aspecto actual de palacio rural con fachada flanqueada por dos torres, patio y capilla. El edificio se encuentra ubicado en una zona de Asturias de difícil acceso, preservando un entorno espacial de gran belleza que mantiene su contexto natural sin grandes alteraciones, lo que le aporta un específico interés al conservarse dentro de su contexto histórico tradicional.
La existencia del edificio primitivo condicionó en parte el aspecto y formato del palacio, ubicado en un terreno de fuerte inclinación, compensando el desnivel de la fachada principal por medio de un zócalo delimitado con imposta. Igualmente la gran anchura del cuerpo originario obligó a encajar parte de la torre noroccidental en este cuerpo, con el fin de guardar simetría de la fachada, quedando parte de esa crujía anexionada en el extremo septentrional. Este detalle ha restado sobriedad compositiva al edificio dotándole de un carácter más popular.

## Descripción
Es un edificio de planta rectangular con tres crujías en torno al patio central y muro cortina en la portada, con un cuerpo de menor altura en el extremo norte. Este cuerpo da acceso a la cocina antigua y es el resultado de haber aprovechado parte de la construcción antigua (crujía norte) al levantar la fachada principal orientada al oeste. Esta presenta la línea de planta ligeramente curvada y su alzado muestra una ordenación simétrica de composición tripartita, flanqueada por dos torres formando tres calles, en cuyo cuerpo central de menor altura, se sitúa el eje central en el que se ubica la puerta principal que da acceso al patio.
La traza sigue modelos palaciegos barrocos tardíos y su construcción se prolongó hasta la primera mitad del siglo XIX, sin llegarse a concluir el cuerpo interior de la fachada, que seguía un proyecto cuya solución se acercaba a los modelos populares, al estar cerrado hacia el patio por un corredor de madera. Nuevamente las edificaciones anteriores (casa y capilla), así como la acusada inclinación del terreno, condicionaron la distribución interna del edificio, viéndose obligados a situar el salón principal en la crujía este, opuesta a la fachada principal, situación poco habitual en las viviendas palaciegas. Su aspecto exterior es de bloque cerrado con escasos elementos decorativos más próximos a la tradición popular que a los postulados estilísticos formales.
Se trata pues del único edificio existente en el municipio al que se ha clasificado como palacio, al presentar una serie de elementos constructivos que lo diferencian del resto de las viviendas populares de la zona. Su traza está a medio camino entre los postulados cultos y populares, e incluye los elementos característicos de las llamadas viviendas señoriales: dos torres, capilla, escudo de armas y salón, así como huerto y jardín en sus inmediaciones. Además de esos elementos arquitectónicos también existen una serie de bienes muebles y objetos que pueden inscribirse dentro de ese ámbito señorial, destacando también la existencia del archivo en el que se custodian documentos pertenecientes a la historia de la casa, incluyendo entre otros los títulos que corroboran la ostentación de bienes raíces y privilegios, lo que suponen una fuente histórica de primer orden permitiéndonos conocer de primera mano la genealogía y evolución constructiva del propio edificio así como numerosos datos del pasado del municipio.
El inmueble se mantiene afortunadamente con muy pocas alteraciones en relación con su trazado original, siendo un ejemplo destacado de las viviendas señoriales de la zona del interior occidental. Su aspecto y proporciones lo vinculan con las casonas nobiliarias de los miembros más destacados de la hidalguía rural, empleándose en su construcción soluciones y materiales del entorno inmediato, propios de la tradición popular aunque su traza, especialmente en la fachada principal se acerca al lenguaje de las construcciones cultas de tipo señorial. Las fachadas oeste y este muestran una ordenación equilibrada de acuerdo a los presupuestos racionales de la arquitectura barroca, en contraposición con las orientadas al norte y sur, realizadas sin ordenamiento con respecto al conjunto, cuyas trazas estuvieron condicionadas por las viejas estructuras existentes y por el fuerte desnivel del terreno donde se asienta el edificio. La utilización de torres en la fachada, así como la existencia de la capilla, el escudo de la fachada, y el empleo de una organización interna en torno al patio, diferenciándose las zonas de servicio de las de vivienda en la que se incluye un amplio salón, son elementos tomados de la arquitectura palacial culta, que le aportan un aspecto claramente diferenciador del resto de las viviendas tradicionales.